# Чигиринский заговор
Чигири́нский за́говор (Чигиринское восстание, Чигиринское дело) — неудачная попытка группы народников поднять крестьянское восстание в Чигиринском уезде Киевской губернии с помощью подложного «царского манифеста», в котором царь якобы признавал своё бессилие помочь крестьянам и предписывал им объединяться в тайные общества с целью восстания против дворян и чиновников.

## История заговора
Ещё в начале семидесятых годов среди крестьян нескольких волостей Чигиринского уезда начались волнения на аграрной почве. Одни крестьяне (они назывались «актовиками») хотели составления «актов» на право владения уже существующими наделами, другие (они назывались «душевиками») — хотели «душевого передела» земли по числу едоков в семье. Руководство губернии приняло сторону «актовиков», но сторонники передела отказались подписывать «акты». Руководителем «душевиков» стал крестьянин Хома (Фома) Прядько. Многие из чигиринских крестьян, арестованные за участие в волнениях, сидели в Киеве в полицейских участках, однако их отпускали днем искать в городе работу, и лишь на ночь они должны были возвращаться в участки. В это время и познакомился с некоторыми из них народник Яков Стефанович, член кружка «Южных бунтарей». Кружок решил начать подготовку восстания. Однако в конце 1876 г. на съезде «Южных бунтарей» в Харькове ввиду угрозы провала было принято решение о самороспуске кружка. Подготовку крестьянского восстания продолжали только Яков Стефанович, Лев Дейч, Иван Бохановский и несколько других бывших участников кружка. Участники заговора выехали в Чигиринский уезд, где Стефанович выдал себя за царского комиссара, будто бы имевшего полномочия действовать среди крестьян от имени самого царя. Он доставил им «утвержденные царём» (фактически же написанные Стефановичем и товарищами и отпечатанные Бохановским) «Высочайшую тайную грамоту», устав крестьянского общества «Тайная Дружина» и текст «Обряда святой присяги». В «Тайную Дружину» вступило около тысячи членов. Организация «Тайной дружины» началась в феврале 1877 г. в селе Шабельники: там проводились нелегальные сходки крестьян, на которых участники принимали присягу, договаривались не платить налогов, добиваться передела земли по числу наличных душ, готовить оружие.

Восстание намечалось на октябрь 1877, но в июне организация была раскрыта полицией. Последовали аресты. К следствию было привлечено свыше тысячи участников заговора. Организаторы Дружины — Стефанович, Дейч и Бохановский — также были арестованы, однако бежали из киевской тюрьмы, благодаря помощи сумевшего поступить в ту же тюрьму надзирателем будущего известного народовольца М. Ф. Фроленко. Некоторые участники несостоявшегося восстания из числа крестьян в 1879 г. были приговорены к высылке под надзор полиции в различные пункты Украины и сосланы в Сибирь. Приговор Киевской судебной палаты по делу 44 крестьян был в 1880 г. пересмотрен Сенатом, увеличившим сроки наказания крестьянским активистам. В частности, командовавшему «Тайной Дружиной» «атаману» — отставному унтер-офицеру Е. А. Олейнику — вместо 2 лет 9 месяцев арестантских рот назначили 12 лет каторжных работ в рудниках. Однако по высочайшему повелению 14 января 1881 г. участь вожаков крестьянского движения была смягчена. Например, Е.А. Олейник был отправлен на поселение в отдаленнейшие места Сибири и с ноября 1881 г. отбывал ссылку во 2-м Игидейском наслеге Батурусского улуса Якутской области. С августа 1883 г. находился в ссылке в г. Верхоленске Иркутской губернии. Наконец, в феврале 1884 г. по высочайшей амнистии был восстановлен в прежних правах состояния, кроме имущественных прав, с разрешением повсеместного проживания, за исключением столичных и Киевской губерний. В июне 1884 г. из Иркутска был отправлен к избранному месту жительства и поселился в селе Плоском Александрийского уезда Херсонской губернии под гласным, а затем негласным надзором полиции.